# Fresonara
Fresonara (im lokalen Dialekt Fërsnèra) ist eine Gemeinde in der italienischen Provinz Alessandria (AL), Region Piemont. 
Die Nachbargemeinden sind Basaluzzo, Bosco Marengo und Predosa.

## Lage und Einwohner
Fresonara liegt rund 20 km südöstlich von der Provinzhauptstadt Alessandria, direkt an der Verbindungsstrecke Autostrada A26/A7, auch Diramazione Predosa-Bettole genannt. Der Ort liegt auf einer Höhe von 143 m über dem Meeresspiegel. Das Gemeindegebiet umfasst eine Fläche von 6,94 km² und hat 635 (Stand 31. Dezember 2023) Einwohner.

## Geschichte

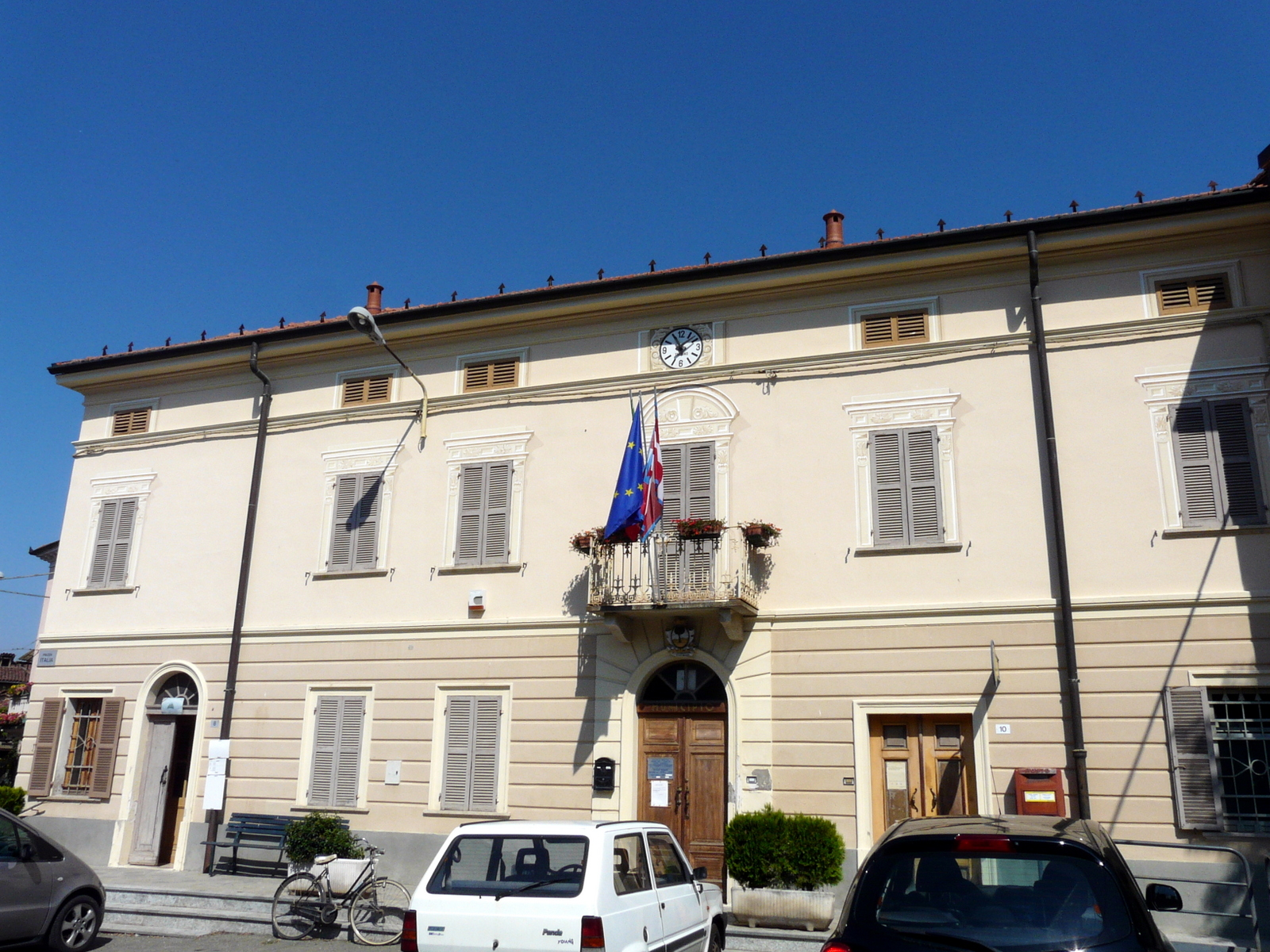
Rathaus von Fresonara

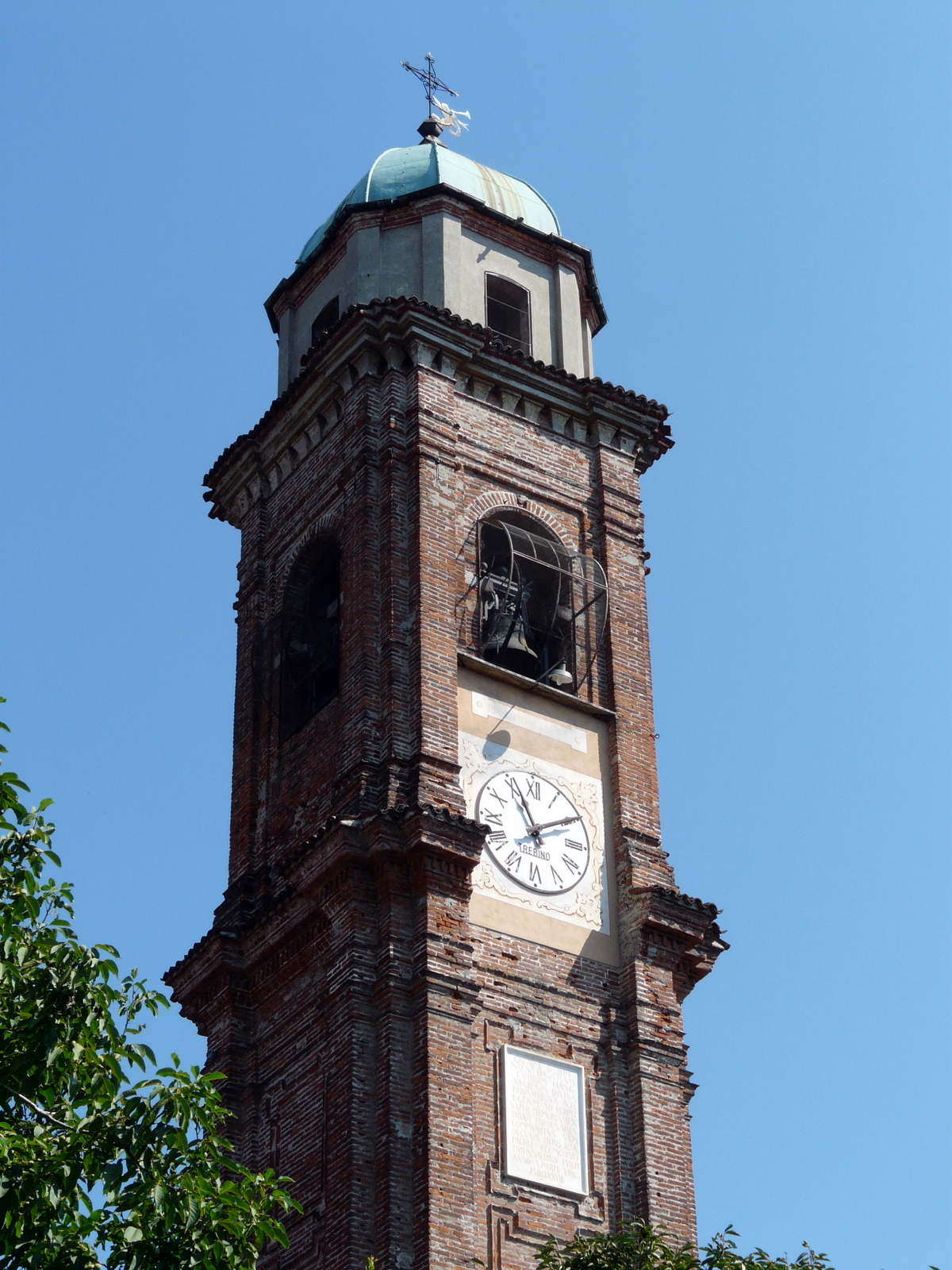
Der Glockenturm der Kirche Natività di Maria Vergine

Sein Name ist seit dem 10. Jahrhundert durch die Formen „Frisinaria“, „Frissinaria“, „Frixinaria“, „Frixonaria“ und „Fresonaria“ belegt. Die Herkunft des Namens ist aber ungewiss. Der am weitesten verbreiteten Hypothese zufolge leitet sich Frisinaria von Frassinaria ab und weist auf beträchtliche Waldflächen mit Eschen (Fraxinus) in der Gegend hin.
Seine Ursprünge reichen bis ins Mittelalter zurück. Im Jahr 969 von Adelaide, der Frau des italienischen Königs Lotario, an das von ihr gegründete Kloster San Salvatore in Pavia gespendet, blieb es bis 1179 unter dieser Gerichtsbarkeit Schutz der Gemeinde Alessandria. Im Jahr 1191 verlieh ihm der Abt von San Salvatore das Mautrecht und 1249 beschloss das Kloster, es ihm offiziell zu übergeben. Zwanzig Jahre später ging es an die Familie Dal Pozzo über und wurde 1404 vom Casalese-Anführer Facino Cane verwüstet, der im selben Jahr Alessandria, Piacenza, Novara und Tortona eroberte, mit der Absicht, seine Herrschaft nach dem Tod von Gian zu festigen.
Später wurde es als Lehen an die Anfonsi von Novi, an die Trotti von Vinzaglio und schließlich an die Vistarino von Pavia verkauft.

## Sehenswürdigkeiten
- Ein alter Turm, der im 16. Jahrhundert als Glockenturm der Pfarrkirche Santa Maria delle Grazie umgebaut wurde.